# Resiliens
Resiliens är den långsiktiga förmågan hos ett system att hantera förändringar och fortsätta att utvecklas.

## Definition
Resiliens betyder ordagrant förmågan att återhämta sig eller motstå olika störningar.

## Ekologisk resiliens
För ett ekosystem, såsom en skog, kan detta innebära att klara av stormar, bränder och föroreningar, medan det för ett samhälle kan innebära förmåga till återhämtning efter till exempel en naturkatastrof eller politiska oroligheter. Minskad resiliens kan leda till oönskade förändringar i ett system, med exempel som savanner som förvandlas till busköknar, korallrev som förvandlas till algtäckta grushögar och sjöar som blir övergödda och hamnar i ett tillstånd med blomningar av giftiga alger och fiskdöd.
Resultatet tenderar att bli ekosystem med låg biologisk mångfald som är känsliga för förändringar och genererar färre av de ekosystemtjänster som mänskliga samhällen är beroende av. Ökad kunskap om hur vi kan stärka resiliensen i sammankopplade social-ekologiska system blir allt viktigare i och med klimatförändringar och annan miljöpåverkan. Att investera i resiliens kan därför ses som en försäkring. Genom att skydda kritiska resurser ökar chanserna att klara av chocker – som till exempel översvämningar och stormar. Detta är av stor betydelse med tanke på framtida osäkerhet och begränsad förståelse av den ökade sårbarhet som människans påverkan orsakat. 
I grund och botten säger resiliensteorin att kärnan i många av de allvarliga, återkommande problemen med naturresurshushållning är en bristande förståelse av att ekosystem och sociala system är föränderliga och helt sammanvävda. Dessa störningar kan innefatta allt ifrån chock och stress till hur en skog återhämtar sig efter storm, bränder och föroreningar.
I ekologiska sammanhang uppmärksammades resiliensen 1973 av ekologen C.S. Holling.  Hans arbete resulterade 2002 i boken "Panarchy: understanding transformations in human and natural systems". Resiliens är idag en viktig del av det vidare begreppet hållbar utveckling.
Biologisk mångfald är en förutsättning för ekosystemens resiliens eftersom det innebär en spridning av riskerna och större möjlighet till omorganisation efter en störning. Biologisk resiliens innebär att om en art utrotas kan dess utrymme i ekosystemet övertas av en annan art med liknande funktion. En minskad biologisk resiliens kan leda till en plötslig och oväntad ekologisk kollaps - en liten förändring i ett känsligt system kan vara tillräckligt för att nå bortom systemets tröskelnivå. En sådan förändring är ofta praktiskt taget irreversibel.

## Social resiliens
Social resiliens är ett samhälles förmåga till återhämtning efter till exempel en naturkatastrof eller politiska oroligheter. Ekologiska och sociala system är ömsesidigt beroende av varandra och samverkar dynamiskt. Resiliens handlar i sådana sammanvävda sammanhang om ett systems förmåga att hantera påverkan utan att övergå i ett mindre önskvärt tillstånd men också dess förmåga till självorganisation och kompetenser vad gäller att lära och anpassa sig.

## Organisatorisk resiliens
Inom affärsvärlden definieras resiliens som förmågan hos ett system eller ett företag att klara konsekvenserna av en katastrofsituation såsom ett strömavbrott, en brand eller en bomb.

## Resiliens i barn- och ungdomspsykologi
Inom barn- och ungdomspsykologi handlar resiliens om barns förmåga att klara en svår uppväxt. I boken Resiliens, risk och sund utveckling, skriven av Anne Inger Helmen Borge presenteras ett citat av Michael Rutter som beskriver begreppet resiliens.
"Resiliens är processer som gör att utvecklingen når ett tillfredsställande resultat, trots att barnet har haft erfarenheter av situationer som innebär en relativt stor risk att utveckla problem eller avvikelse." 

## Pseudoresiliens
En del barn har mer konstnärliga anlag än andra barn. Pseudoresiliens beskriver hur kreativitet och konstnärlig förmåga kan vara ett sätt för barn med en svår barndom att utveckla resiliens.